# جيمس أنسون كامبل
جيمس أنسون كامبل (بالإنجليزية: James Anson Campbell)‏ هو شخصية أعمال أمريكي، ولد في 11 سبتمبر 1854 في أوهايو في الولايات المتحدة، وتوفي في 20 سبتمبر 1933 في يونغزتاون في الولايات المتحدة.